# Підгорний (Нижньоломовський район)
Підго́рний (рос. Подгорный) — селище у складі Нижньоломовського району Пензенської області, Росія.
Населення — 11 осіб (2010; 14 у 2002).
Національний склад станом на 2002 рік:
- росіяни — 100 %